# Deanes Restaurant
Deanes Restaurant is een restaurant gevestigd in Belfast, Noord-Ierland. Het kwaliteitsrestaurant mocht één Michelinster dragen in de periode 1998 tot en met 2010. De voorganger van dit restaurant,  Deans on the Square, gevestigd in Helen's Bay, verkreeg in 1997 zijn ster.
Het restaurant verloor zijn ster weer in 2011. Naar alle waarschijnlijkheid had dat te maken met de tijdelijke sluiting in de winter en het voorjaar van 2010, toen bevroren waterleidingen tot een enorme ravage leidden. In die periode worden de meeste beoordelingen van restaurants gedaan.
Chef-kok van Deanes is Michael Deane.

## Prijzen en onderscheidingen
- 1 Michelin Star - 1997 - 2010
- "Food & Wine" Ulster Restaurant van het Jaar - 2010
- "Food & Wine" Hall of Fame - 2009
- 4 AA Rosettes - 2006 - 2009
- AA Guide Notable Wine List - 2010/2011